# Canada Open 1999 - Qualificazioni singolare femminile
Le qualificazioni del singolare femminile del Canada Open 1999 sono state un torneo di tennis preliminare per accedere alla fase finale della manifestazione. I vincitori dell'ultimo turno sono entrati di diritto nel tabellone principale. In caso di ritiro di uno o più giocatori aventi diritto a questi sono subentrati i lucky loser, ossia i giocatori che hanno perso nell'ultimo turno ma che avevano una classifica più alta rispetto agli altri partecipanti che avevano comunque perso nel turno finale.

## Giocatrici

### Teste di serie
1. Fabiola Zuluaga (qualificata)
2. n.a.
3. Barbara Rittner (ultimo turno, ritiro)
4. Maureen Drake (qualificata)

1. Barbara Schwartz (primo turno)
2. Katarina Srebotnik (primo turno)
3. Marlene Weingärtner (qualificata)
4. Virginia Ruano Pascual (primo turno)
5. Tat'jana Panova (qualificata)

### Qualificate
1. Fabiola Zuluaga
2. Nicole Pratt
3. Maureen Drake
4. Olena Tatarkova

1. Émilie Loit
2. María Vento
3. Marlene Weingärtner
4. Tat'jana Panova

#### Lucky Losers
1. Amélie Cocheteux

1. Ángeles Montolio

## Tabellone qualificazioni

### Legenda
| - Q = Qualificato - WC = Wild card - LL = Lucky loser | - ALT = Alternate - SE = Special Exempt - PR = Protected Ranking | - w/o = Walkover - r = Ritirato - d = Squalificato |

### Sezione 1
|  | Primo turno | Primo turno      | Primo turno      | Primo turno | Primo turno |  |  | Ultimo turno | Ultimo turno     | Ultimo turno     | Ultimo turno | Ultimo turno |  |
|  |             |                  |                  |             |             |  |  |              |                  |                  |              |              |  |
|  | 1           | Fabiola Zuluaga  | Fabiola Zuluaga  | 7           | 6           |  |  |              |                  |                  |              |              |  |
|  | WC          | Susan Huang      | Susan Huang      | 62          | 3           |  |  | 1            | Fabiola Zuluaga  | Fabiola Zuluaga  | 7            | 6            |  |
|  | WC          | Aneta Soukup     | Aneta Soukup     | 4           | 0           |  |  |              | Elena Dement'eva | Elena Dement'eva | 63           | 3            |  |
|  |             | Elena Dement'eva | Elena Dement'eva | 6           | 6           |  |  |              |                  |                  |              |              |  |

### Sezione 2
|  | Primo turno       | Primo turno        | Primo turno | Primo turno | Primo turno |  |  | Ultimo turno   | Ultimo turno   | Ultimo turno   | Ultimo turno | Ultimo turno |  |
|  |                   |                    |             |             |             |  |  |                |                |                |              |              |  |
|  | Lilia Osterloh    | Lilia Osterloh     | 63          | 6           | 6           |  |  |                |                |                |              |              |  |
|  | Catherine Barclay | Catherine Barclay  | 7           | 4           | 1           |  |  | Lilia Osterloh | Lilia Osterloh | Lilia Osterloh | 2            | 3            |  |
|  |                   | Nicole Pratt       | 6           | 4           | 6           |  |  | Nicole Pratt   | Nicole Pratt   | Nicole Pratt   | 6            | 6            |  |
|  | 6                 | Katarina Srebotnik | 3           | 6           | 0           |  |  |                |                |                |              |              |  |

### Sezione 3
|  | Primo turno     | Primo turno     | Primo turno   | Primo turno | Primo turno |  |  | Ultimo turno | Ultimo turno   | Ultimo turno   | Ultimo turno | Ultimo turno |  |
|  |                 |                 |               |             |             |  |  |              |                |                |              |              |  |
|  | 4               | Maureen Drake   | Maureen Drake | 6           | 6           |  |  |              |                |                |              |              |  |
|  |                 | Tina Križan     | Tina Križan   | 3           | 1           |  |  | 4            | Maureen Drake  | Maureen Drake  | 6            | 6            |  |
|  | Kerry-Anne Guse | Kerry-Anne Guse | 6             | 2           | 63          |  |  |              | Miriam Oremans | Miriam Oremans | 1            | 3            |  |
|  | Miriam Oremans  | Miriam Oremans  | 2             | 6           | 7           |  |  |              |                |                |              |              |  |

### Sezione 4
|  | Primo turno      | Primo turno            | Primo turno      | Primo turno | Primo turno |  |  | Ultimo turno     | Ultimo turno     | Ultimo turno | Ultimo turno | Ultimo turno |  |
|  |                  |                        |                  |             |             |  |  |                  |                  |              |              |              |  |
|  | Amélie Cocheteux | Amélie Cocheteux       | Amélie Cocheteux | 6           | 6           |  |  |                  |                  |              |              |              |  |
|  | Alexandra Fusai  | Alexandra Fusai        | Alexandra Fusai  | 1           | 2           |  |  | Amélie Cocheteux | Amélie Cocheteux | 6            | 1            | 2            |  |
|  |                  | Olena Tatarkova        | 2                | 6           | 6           |  |  | Olena Tatarkova  | Olena Tatarkova  | 3            | 6            | 6            |  |
|  | 8                | Virginia Ruano Pascual | 6                | 3           | 3           |  |  |                  |                  |              |              |              |  |

### Sezione 5
|  | Primo turno | Primo turno      | Primo turno      | Primo turno | Primo turno |  |  | Ultimo turno | Ultimo turno | Ultimo turno | Ultimo turno | Ultimo turno |  |
|  |             |                  |                  |             |             |  |  |              |              |              |              |              |  |
|  | 5           | Barbara Schwartz | Barbara Schwartz | 4           | 3           |  |  |              |              |              |              |              |  |
|  |             | Vanessa Webb     | Vanessa Webb     | 6           | 6           |  |  | Vanessa Webb | Vanessa Webb | 4            | 6            | 2            |  |
|  | WC          | Sanja Bajin      | Sanja Bajin      | 1           | 1           |  |  | Émilie Loit  | Émilie Loit  | 6            | 4            | 6            |  |
|  |             | Émilie Loit      | Émilie Loit      | 6           | 6           |  |  |              |              |              |              |              |  |

### Sezione 6
|  | Primo turno  | Primo turno        | Primo turno        | Primo turno | Primo turno |  |  | Ultimo turno | Ultimo turno    | Ultimo turno | Ultimo turno | Ultimo turno |  |
|  |              |                    |                    |             |             |  |  |              |                 |              |              |              |  |
|  | Elena Wagner | Elena Wagner       | 6(0)               | 6           | 2           |  |  |              |                 |              |              |              |  |
|  | María Vento  | María Vento        | 7                  | 4           | 6           |  |  |              | María Vento     | 6            | 2            |              |  |
|  |              | Nannie de Villiers | Nannie de Villiers | 2           | 4           |  |  | 3            | Barbara Rittner | 4            | 0            | r            |  |
|  | 3            | Barbara Rittner    | Barbara Rittner    | 6           | 6           |  |  |              |                 |              |              |              |  |

### Sezione 7
|  | Primo turno   | Primo turno         | Primo turno         | Primo turno | Primo turno |  |  | Ultimo turno | Ultimo turno        | Ultimo turno        | Ultimo turno | Ultimo turno |  |
|  |               |                     |                     |             |             |  |  |              |                     |                     |              |              |  |
|  | 7             | Marlene Weingärtner | Marlene Weingärtner | 6           | 6           |  |  |              |                     |                     |              |              |  |
|  | WC            | Marie-Ève Pelletier | Marie-Ève Pelletier | 1           | 0           |  |  | 7            | Marlene Weingärtner | Marlene Weingärtner | 6            | 6            |  |
|  | Jane Chi      | Jane Chi            | Jane Chi            | 65          | 2           |  |  |              | Nicole Arendt       | Nicole Arendt       | 4            | 4            |  |
|  | Nicole Arendt | Nicole Arendt       | Nicole Arendt       | 7           | 6           |  |  |              |                     |                     |              |              |  |

### Sezione 8
|  | Primo turno      | Primo turno              | Primo turno              | Primo turno | Primo turno |  |  | Ultimo turno | Ultimo turno     | Ultimo turno     | Ultimo turno | Ultimo turno |  |
|  |                  |                          |                          |             |             |  |  |              |                  |                  |              |              |  |
|  | Ángeles Montolio | Ángeles Montolio         | Ángeles Montolio         | 6           | 6           |  |  |              |                  |                  |              |              |  |
|  | Cătălina Cristea | Cătălina Cristea         | Cătălina Cristea         | 3           | 2           |  |  |              | Ángeles Montolio | Ángeles Montolio | 5            | 4            |  |
|  |                  | Alexia Dechaume-Balleret | Alexia Dechaume-Balleret | 5           | 1           |  |  | 9            | Tat'jana Panova  | Tat'jana Panova  | 7            | 6            |  |
|  | 9                | Tat'jana Panova          | Tat'jana Panova          | 7           | 6           |  |  |              |                  |                  |              |              |  |